# Никандар
Никандар Колофонски  (Грчки: Νίκανδρος ὁ Κολοφώνιος, транслит. Níkandros ho Kolophṓnios; fl. 2. век пре нове ере) био је грчки песник, лекар и граматичар. 

## Биографија
Рођен је у Кларосу (Ахметбејли у модерној Турској), близу Колофона, где су чланови његове породице били наследни свештеници Аполона. Доживео је процват под Аталом III.
Написао је низ дела у прози и стиху, од чега су два дела сачувана у целини. Најдуже дело Тheriaca, је хексаметарска песма (958 редова) о природи отровних животиња и ранама које оне наносе. Други, Alexipharmaca, састоји се од 630 хексаметара који се баве темом отрова и антидота. Никандров главни извор медицинских информација био је лекар Аполодор из Египта.  
Његово сада изгубљено дело Heteroeumena је био митолошки еп, који је Овидије користио у Метаморфозама; Georgica, од које су сачувани знатни фрагменти, можда је имитирао Вергилије.
Никандрова дела хвалио је Цицерон (De oratore, i. 16), опонашали  гаОвидије и Лукан, а његова дела често цитирају Плиније и други писци (на пример Тертулијан у De Scorpiace, I, 1).

## Дела

### Сачуване песме
- Theriaca (О отровним животињама)
- Alexipharmaca
- Epigrams[3]

### Изгубљене песме
- Cimmerii
- Europia
- Georgica (Пољопривреда)
- Heteroeumena (Метаморфозе)
- Hyacinthus
- Hymnus ad Attalum (Хина Аталу)[4]
- Melissourgica (Пчеларство)
- Oetaica
- Ophiaca
- Sicelia
- Thebaica

### Изгубљена прозна дела
- Aetolica (History of Aetolia)
- Colophoniaca (History of Colophon)
- De Poetis Colophoniis (On poets from Colophon)
- Glossae (Difficult words)